# 湛山寺 (青岛市)
36°03′53″N 120°21′32″E / 36.0646°N 120.3589°E

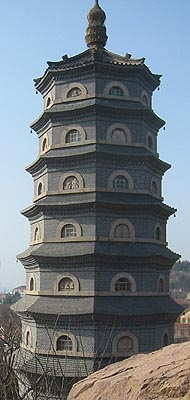

湛山寺位在中國青岛市湛山南麓、太平山东麓，南面面向黄海，风景宜人。1933年筹建，1945年落成。殿后有藏经楼。面积23亩。寺后小山有七级砖塔。为山东省优秀历史建筑。湛山清梵曾列为青岛十景之一。
明代名僧憨山曾在崂山建立海印寺。叶恭绰为青岛筹建新佛寺时，查阅资料发现憨山曾在湛山之南修行，特选址湛山南麓修建佛寺。
湛山寺属佛教天台宗，首任主持为当代名僧倓虚法师。倓虚创办湛山寺佛学院，弘一大师曾来此讲律。湛山寺是中国近代兴建的最后一批佛教名刹之一，夏季绿阴匝地，海风习习；秋季霜叶如染，是赏秋佳地。著名作家郁达夫曾赞为“湛山一角夏如秋。”
香港新界的湛山寺即以青岛湛山寺为蓝本而建造。

## 历任住持
- 释倓虚（1933年-1944年）（俗名王福庭）
- 释善波（1944年-1950年还俗）（原俗名李宝俊，还俗后俗名李波）
- 释真法（负责人）（1950年-1978年圆寂）（俗名孙绍安）
- 释明哲（1988年-2012年圆寂)
- 释心见（2016年-2022年圆寂）[6]